# Tom Tomake
Tom Philip Tomake (23 settembre 1982) è un calciatore vanuatuano, di ruolo centrocampista.

## Carriera

### Nazionale
Conta 14 presenze con la Nazionale del suo paese.